# Kryzys polityczny w Peru w 2009 roku

Spór dotyczący wydobycia zasobów naturalnych doprowadził do krwawych zamieszek w Peru

Kryzys polityczny w Peru w 2009 roku – spór polityczny między administracją państwową a ludnością tubylczą Peru, dotyczący rozwoju Amazonii oraz wydobycia ropy naftowej i innych zasobów naturalnych.
Peruwiańscy Indianie zamieszkujący Amazonię zarzucili władzom ułatwienie masowej eksploatacji bogactw naturalnych z ich rodzimych terytoriów bez konsultacji z miejscowymi społecznościami. Wprowadzenie nowych przepisów w tym zakresie spowodowało liczne protesty w regionie Amazonas latem 2008, a następnie w kwietniu i maju 2009. Na początku czerwca 2009 manifestacje społeczne i blokady dróg przerodziły się w zamieszki ze służbami bezpieczeństwa, w wyniku których zginęło 24 funkcjonariuszy policji i co najmniej 30 demonstrantów. Były to największe zamieszki w Peru od lat 90. XX w. Zamieszki doprowadziły do napięć z sąsiednią Boliwią po tym, jak prezydent tego kraju oskarżył peruwiańskie władze o „ludobójstwo”.
W celu zakończenia niepokojów, 10 czerwca 2009 rząd zawiesił część kontrowersyjnych przepisów i rozpoczął rozmowy ze społecznością indiańską. W ich następstwie 18 czerwca 2009 parlament Peru unieważnił dwa spośród najbardziej spornych dekretów prezydenckich.

## Geneza
W kwietniu 2009 w Peru doszło do protestów i blokad dróg, organizowanych przez plemiona Indian z peruwiańskiej Amazonii. Indianie kolejny raz sprzeciwili się uchwalonym przez administrację prezydenta Alana Garcii w 2007 i 2008 przepisom, które według nich zagrażają bezpieczeństwu krajowych zasobów naturalnych oraz umożliwiają ich nadmierną eksploatację przez zagraniczne koncerny. Szef indiańskiej organizacji AIDESEP Alberto Pizango, zarzucił władzom przekazanie rodowych indiańskich terytoriów wielonarodowym koncernom bez konsultacji z miejscową ludnością. Rdzenne społeczności skarżyły się, że nowe przepisy, w tym dekrety prezydenckie 1090 i 1064, umożliwiają eksplorację 70% peruwiańskiej Amazonii w celu wydobywania z niej ropy naftowej i gazu ziemnego bez uprzedniej zgody ludów tubylczych, co ich zdaniem stanowi naruszenie Deklaracji praw ludów tubylczych przyjętej przez ONZ w 2007. Wskazywali na związane z tym ryzyko dla ich egzystencji w tym regionie oraz na zagrożenia dla fauny i flory. Prezydent García bronił stanowiska swojego rządu mówiąc, że korzyści z zasobów naturalnych powinni czerpać wszyscy obywatele, a nie tylko ludność, która ma szczęście zamieszkiwać ziemie obfitujące w zasoby.
W związku z blokadami i demonstracjami, które sparaliżowały transport w całym kraju, włącznie z transportem lotniczym, 8 maja 2009 rząd wprowadził sześćdziesięciodniowy stan wyjątkowy w części regionu Amazonas.

## Zamieszki
5 czerwca 2009 spór polityczny przerodził się w krwawe zamieszki ludności tubylczej z policją. W czasie akcji przełamywania przez policję blokady na głównej drodze niedaleko Bagua na północy Peru, zginęło - według pierwszych doniesień - co najmniej 31 osób (minimum 22 Indian oraz 9 policjantów). Do akcji służb bezpieczeństwa doszło po tym, jak 5 tys. demonstrantów zablokowało ruch w rejonie tzw. Diabelskiego Zakrętu na głównej drodze łączącej peruwiańską Amazonię z wybrzeżem. Demonstranci obwinili rząd odpowiedzialnością za sprowokowanie starć. Stwierdzili, że policja otwarła ogień z broni palnej, w tym z helikopterów, do pokojowej manifestacji. Policja odparła, że jej funkcjonariusze zostali ostrzelani jako pierwsi, a prezydent Garcia oskarżył Indian o „zniżenie się do poziomu przestępców”.
6 czerwca 2009 doszło do kolejnych walk. Dzień wcześniej, według relacji policji, 38 jej funkcjonariuszy zostało schwytanych przez protestujących Indian w położonych w dżungli zakładach państwowej spółki Petroperu. Następnego dnia, na wieść o rządowej akcji odbijania uwięzionych, okoliczna ludność zabiła 9 innych policjantów. 22 funkcjonariuszy zostało wówczas uwolnionych, a 7 uznano za zaginionych. Peruwiański premier Yehude Simon oskarżył protestujących o „zamach na demokrację”. Władze oznajmiły, że w wyniku walk śmierć poniosło również 5 cywilów, podczas gdy przywódcy Indian stwierdzili, że zginęło 25 demonstrantów. W odpowiedzi na zamieszki, rząd wprowadził godzinę policyjną w regionie Amazonas oraz ustawił punkty kontrolne na drogach.
Prezydent Garcia oskarżył „zagraniczne siły” o podburzanie do niepokojów, stwierdzając że nie chcą one, by Peru wykorzystywało „zasoby naturalne dla własnego dobra, wzrostu i jakości życia swoich mieszkańców”. W wyniku czerwcowych zamieszek zginęło w sumie 24 policjantów i co najmniej 30 indiańskich demonstrantów. Ponadto 155 osób zostało rannych a dziesiątki zaginęły. Były to najkrwawsze akty przemocy od czasu stłumienia działalności Świetlistego Szlaku w latach 90. XX w.
Działacze i prawnicy broniący praw człowieka oskarżyli rząd o tuszowanie rozmiarów zamieszek. Zwrócili uwagę na pogłoski o ukrywaniu przez policję ciał zabitych demonstrantów i podkreślili, że ponad sto osób zostało uznanych za zaginione. Rząd odrzucił te zarzuty, oznajmiając że ofiarami zamieszek byli policjanci.
6 czerwca 2009 władze wydały nakaz aresztowania przywódcy protestujących Indian, Alberto Pizango. Pizango został oskarżony o działalność wywrotową, spiskową oraz organizowanie buntu. 8 czerwca 2009 Pizango, który działalność służb policyjnych określił mianem „rzezi ludności”, szukał schronienia w ambasadzie nikaraguańskiej w Limie. 9 czerwca ambasada Nikaragui udzieliła mu azylu, a tydzień później władze Peru zezwoliły mu na wyjazd z kraju.

## Następstwa zamieszek
W sytuacji napięcia społecznego, 10 czerwca 2009 peruwiański parlament zawiesił na okres 90 dni dwa prezydenckie dekrety dotyczące eksploatacji zasobów złóż naturalnych. Ruch ten miał stanowić rozwiązanie kompromisowe i umożliwić przeprowadzenie rozmów z przedstawicielami ludności indiańskiej. Nie uspokoiło to jednak nastrojów w kraju. Opozycja i Indianie uznali działania rządu za niewystarczające i domagali się całkowitego unieważnienia pakietu przepisów umożliwiających eksploatację znacznej części Amazonii bez konsultacji z przedstawicielami miejscowych społeczności. 12 czerwca w Limie doszło do 20-tysięcznej demonstracji, w której wzięli udział studenci, związkowcy i peruwiańscy Indianie. Demonstranci, wykrzykując hasło: „Dżungla nie jest na sprzedaż”, przemaszerowali pod budynek parlamentu. Pod parlamentem doszło do walk z policją. Protestujący użyli kamieni, policja w celu przywrócenia porządku posłużyła się gazem łzawiącym.
Zamieszki w Peru spowodowały poważne napięcia w stosunkach Peru z sąsiednią Boliwią. 16 czerwca 2009 prezydent Evo Morales, pierwszy boliwijski prezydent pochodzenia indiańskiego, określił śmierć protestujących Indian jako „ludobójstwo spowodowane wolnym handlem” i oskarżył o nie rząd w Limie. W odpowiedzi peruwiański minister spraw zagranicznych Jose Antonia Garcia Belaunde odwołał ambasadora tego kraju z Boliwii i nazwał prezydenta Moralesa „wrogiem Peru”. Minister stwierdził, że „najwyraźniej przywódca Boliwii ma do odegrania mesjańską rolę oswobodzenia Peruwiańczyków spod rządu prezydenta Alana Garcii”.
16 czerwca 15 międzynarodowych organizacji broniących praw tubylczych i środowiska zaapelowało do rządu Stanów Zjednoczonych, by wezwał on władze Peru do przestrzegania praw ludów tubylczych potwierdzonych w Konstytucji Peru, Konwencji nr 169 Międzynarodowej Organizacji Pracy i Deklaracji Praw Ludów Tulylczych ONZ.
17 czerwca 2009 peruwiański rząd, po rozmowach ze społecznością indiańską, postanowił skierować kontrowersyjne dekrety do Kongresu w celu ich unieważnienia. Premier Yehude Simon zapowiedział również podanie się do dymisji po ustabilizowaniu sytuacji w kraju. Premier Simon stwierdził, że „rząd musi wiedzieć, jak słuchać”. Uznał, że uchylenie części krytykowanych przepisów nie zaszkodzi porozumieniu o wolnym handlu ze Stanami Zjednoczonymi. Premier zapowiedział zniesienie stanu wyjątkowego i godziny policyjnej w regionie Amazonas, a przywódcy Indian zgodzili się zakończyć blokady głównych dróg.
18 czerwca 2009 parlament Peru, głosami 82 do 12, unieważnił dwa budzące największe kontrowersje dekrety 1090 i 1064.
Specjalny sprawozdawca ONZ do spraw ludów tubylczych James Anaya, który przybył do Peru, zaapelował do wszystkich stron sporu o kontynuowanie pokojowych negocjacji podkreślając, że w rozmowach powinni brać udział delegaci tubylców i społeczności światowej. Wezwał on władze Peru, by uczyniły wszystko co możliwe w celu ochrony praw człowieka i podstawowych wolności peruwiańskich ludów tubylczych. Zaapelował też o poważne śledztwo, które mogłoby wykazać możliwe naruszenia praw człowieka, doprowadzić do ukarania winnych i zapobiec podobnym wydarzeniom w przyszłości.